# Muhammad Abdul Qayyum Khan
Ne doit pas être confondu avec Abdul Qayyum Khan.
Sardar Mohammad Abdul Qayyum Khan (en ourdou : محمد عبد القیوم خان) ou plus simplement Abdul Qayyum Khan, né le 4 avril 1924 dans le district de Poonch et mort le 10 juillet 2015 à Rawalpindi, est un homme politique pakistanais. Militant cachemiri en faveur de l'union avec le Pakistan, il a été président et Premier ministre de l'Azad Cachemire. 
Se battant dès 1947 durant la première guerre indo-pakistanaise en faveur de l'intégration du Cachemire au Pakistan, il rejoint la politique au sein de la Muslim Conference. Proche de l'armée pakistanaise, il sera notamment trois fois président de l'Azad Cachemire entre 1956 et 1991, puis Premier ministre du territoire de 1991 à 1996. 

## Jeunesse et études
Abdul Qayyum Khan est né au sein d'une famille musulmane le 4 avril 1924 dans le village de Ghaziabad, situé dans le district de Poonch, alors localisé dans l'État princier de Jammu-et-Cachemire sous le régime du Raj britannique. Peu après l'indépendance en 1947, son lieu de naissance se retrouve dans le territoire pakistanais de l'Azad Cachemire. Après des études à l'université du Pendjab (Lahore), il se joint en 1942 à l'Armée britannique des Indes et sert comme ingénieur en Afrique et au Moyen-Orient. Il est cependant remercié en 1946 avec d'autres personnels non-combattants. Il devient alors secrétaire au sein d'une caserne de soldats de Jammu-et-Cachemire, mais occupe cette fonction à peine un an. 
Il est le père de Attique Ahmed Khan, qui sera son hériter politique. Il devient notamment, à l'instar de son père, Premier ministre de l'Azad Cachemire de 2006 à 2009, puis de 2010 à 2011 et président de la All Jammu and Kashmir Muslim Conference.

## Carrière politique

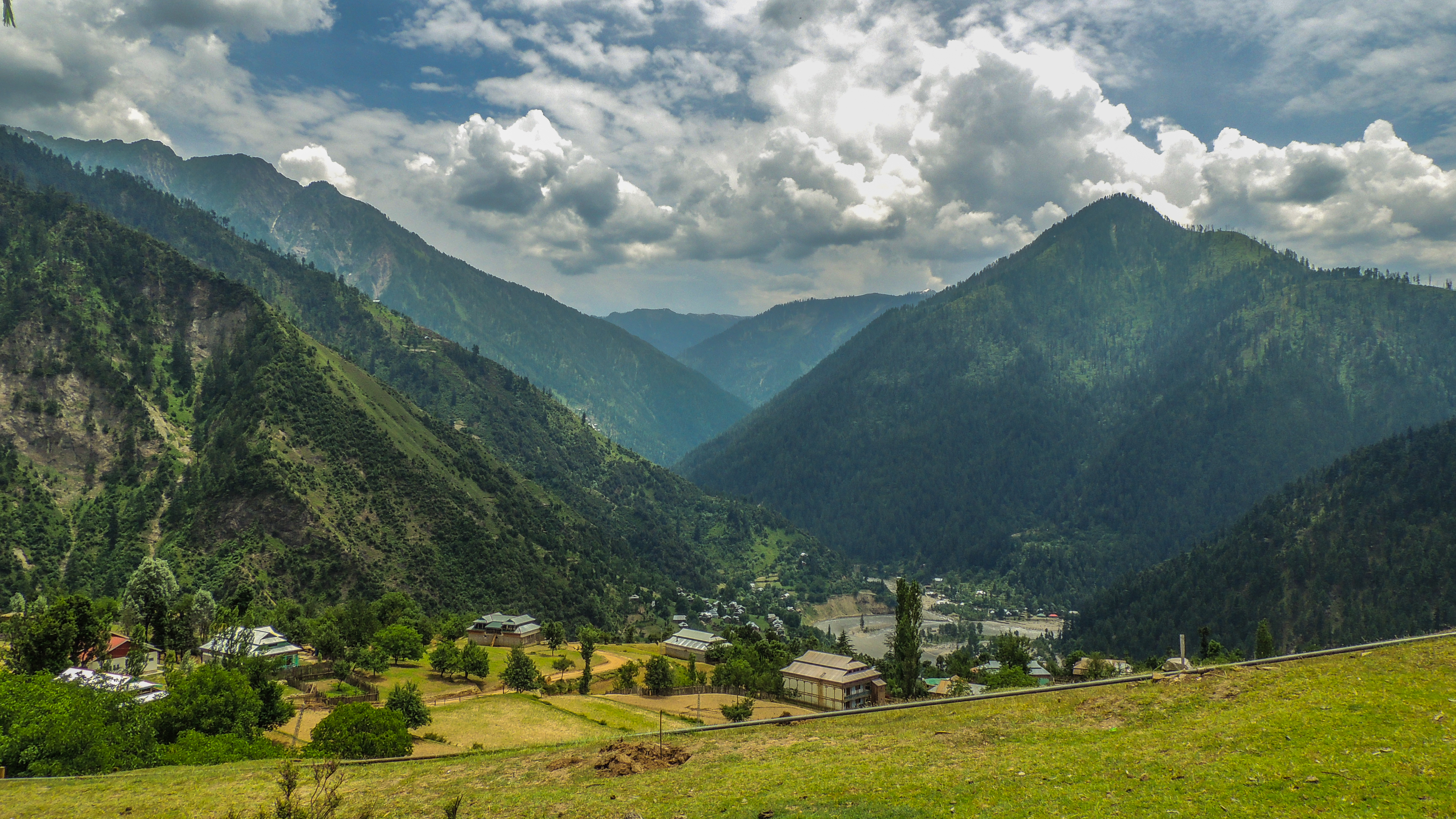
Vallée de l'Azad Cachemire.

### Ascension
À partir de 1947, Abdul Qayyum Khan s'engage pour l'autodétermination du Cachemire, qui est alors contrôlé par la dynastie Dogra, hindouiste. Il s'engage en faveur de l'union avec le Pakistan, comme d'autres musulmans qui se réunissent au sein de la All Jammu and Kashmir Muslim Conference. Il participe à une manifestation dans le district de Bagh, qui est stoppée par la police. En octobre 1947, la première guerre indo-pakistanaise éclate quand des éléments pakistanais prêtent main-forte aux insurgés musulmans et que le maharaja Hari Singh demande l'aide de l'armée indienne. Selon la « légende », Qayyum Khan aurait tiré le premier coup de feu de ce conflit. Il est ainsi vu comme l'un des précurseurs du « mouvement de libération » du Cachemire,.
Après la fin de la guerre en 1949 et donc l'accession d'une partie du Cachemire au Pakistan, il se rend à Rawalpindi pour fonder le Azad Kashmir Party et entre ainsi dans la politique pakistanaise. En 1951, il rejoint la Muslim Conference, le principal parti indépendantiste du Cachemire. Il reçoit notamment le soutien de l'armée pakistanaise et approuve en échange leur intervention dans la vie politique. En 1952, il est condamné pour violation du cessez-le-feu avec l'Inde et emprisonné pendant un an et demi. En septembre 1956, il devient président de l'Azad Cachemire durant une courte période. À partir de 1962, il s'oppose à Khurshid Hasan Khurshid qui émerge sur la scène politique locale avec sa formation, la « ligue révolutionnaire ». Lors de l'élection présidentielle de 1965, il soutient le président Muhammad Ayub Khan contre l'opposante Fatima Jinnah.

### Dirigeant de l'Azad Cachemire
En 1966, il devient le dirigeant de la All Jammu and Kashmir Muslim Conference, position qu'il conservera jusqu'en 1979. En 1970, il remporte sa première élection et sert en tant que président de l'Azad Cachemire, théoriquement partiellement autonome. Sous son mandat, il accentue l'union avec le Pakistan en modifiant la Constitution du territoire, et adopte l'ourdou comme langue officielle. Il perd son poste en 1975, sous le coup d'une motion de censure de l'Assemblée et alors que ses relations avec le Premier ministre du Pakistan Zulfikar Ali Bhutto étaient au plus bas. Il est alors emprisonné par le gouvernement central, avant d'être libéré en 1977 par le même Ali Bhutto, afin de faciliter les négociations avec l'opposition conservatrice et islamiste, dont Abdul Qayyum Khan est proche.
Il se rapproche ensuite du président putschiste Muhammad Zia-ul-Haq, ce qui l'aide à retrouver son poste de président en 1985. Il est réélu en 1990 avec l'aide du Parti du peuple pakistanais, mais il démissionne dès l'année suivante pour devenir Premier ministre de l'Azad Cachemire. Il cesse d'occuper ce poste en 1996. À partir de 1999, il se rapproche du président Pervez Musharraf et se retire progressivement de la vie politique, laissant la place à son fils Attique Ahmed Khan qui devient son héritier politique. Souffrant de maladie, il meurt le 11 juillet 2015 dans un hôpital de Rawalpindi, âgé de 92 ans,.